# فيليس فونتانا
فيليس فونتانا (بالإنجليزية: Felice Fontana)‏ (و. 1730 – 1805 م) هو عالم تشريح، وفيزيائي، وعالم طبيعة، وعالم نبات 
وكان عضواً في الأكاديمية الملكية السويدية للعلوم .
توفي في فلورنسا ، عن عمر يناهز 75 عاماً.